# رابطة كرة القدم اليابانية 1997
رابطة كرة القدم اليابانية 1997 (باليابانية: 第6回ジャパンフットボールリーグ) هو الموسم 6 من الدوري الياباني لكرة القدم ‏. فاز فيه هوكايدو كونسادول سابورو.